# Lynx blanc
Lynx blanc est une série de bande dessinée d'aventures française créée par le scénariste Roger Lécureux et le dessinateur Claude-Henri (sous le pseudonyme Bob Sim). Publiée de mai 1947 à 1964 dans l'hebdomadaire jeunesse Vaillant, la série est reprise en album dès 1948. De 1947 à 1961, Claude-Henri et Paul Gillon ont alterné au dessin.
Lynx blanc est un homme sportif et vigoureux qui combat divers criminels et malfaiteurs dans l'ensemble du monde tropical en compagnie de son acolyte malais, le jeune Moki. Pour le créer, Lécureux s'est inspiré du Jungle Jim d'Alex Raymond.
En 1962 le dessin est repris par Lucien Nortier et Jean Le Moing, et la série, renommée La Patrouille de la jungle, devient un succédané moins original du comic strip américain Raoul et Gaston. La série disparaît deux ans plus tard.